# Gouvernorat de Sousse
Le gouvernorat de Sousse (arabe : ولاية سوسة), créé le 21 juin 1956, est l'un des 24 gouvernorats de la Tunisie. Il est situé dans l'est du pays et couvre une superficie de 2 669 km2, soit 1,6 % de la superficie du pays. Il abrite en 2024 une population de 762 281 habitants. Son chef-lieu est Sousse.
Le code ISO 3166-2 de ce gouvernorat est TN-51.

## Géographie
Situé sur le littoral du Sahel tunisien, le gouvernorat de Sousse est délimité par le gouvernorat de Nabeul au nord, de Zaghouan et de Kairouan à l'ouest ainsi que de Monastir et de Mahdia au sud.
Administrativement, le gouvernorat est découpé en seize délégations, 18 municipalités et 103 imadas,.
| Délégation                                    | Population en 2024 (habitants) |
| --------------------------------------------- | ------------------------------ |
| Akouda                                        | 39 174                         |
| Bouficha                                      | 36 094                         |
| Enfida                                        | 58 613                         |
| Hammam Sousse                                 | 48 899                         |
| Hergla                                        | 10 652                         |
| Kalâa Kebira                                  | 67 108                         |
| Kalâa Seghira                                 | 45 743                         |
| Kondar                                        | 15 491                         |
| M'saken                                       | 97 312                         |
| Sidi Bou Ali                                  | 20 647                         |
| Sidi El Hani                                  | 14 508                         |
| Sousse Jawhara                                | 97 535                         |
| Sousse Médina                                 | 32 220                         |
| Sousse Riadh                                  | 71 464                         |
| Sousse Sidi Abdelhamid                        | 57 691                         |
| Zaouiet Ksibet Thrayet                        | 49 130                         |
| Sources : Institut national de la statistique |                                |

La température varie entre 12 et 18 °C en hiver et entre 19 et 38 °C en été.

## Politique

### Gouverneurs
Le gouvernorat de Sousse est dirigé par un gouverneur dont la liste depuis l'indépendance est la suivante :
- Mohamed Makni (21 juin 1956-1er octobre 1957)
- Abelhamid El Kadhi (1er octobre 1957-1er septembre 1962)
- Amor Chachia (1er septembre 1962-8 septembre 1969)
- Abdessalem Ghédira (8 septembre 1969-27 août 1970)
- Ahmed Bellalouna (27 août 1970-7 septembre 1972)
- Mohamed Ennaceur (7 septembre 1972-8 juin 1973)
- Ahmed Bennour (8 juin 1973-5 mars 1974)
- Mansour Skhiri (5 mars 1974-10 mars 1977)
- Nouredine Fennich (10 mars 1977-22 avril 1980)
- Hamadi Khouini (22 avril 1980-16 mars 1983)
- Kantaoui Morjane (16 mars 1983-26 juillet 1986)
- Brahim Jameleddine (26 juillet 1986-1er avril 1988)
- Habib Daldoul (1er avril 1988-25 octobre 1990)
- Rafaâ Dekhil (25 octobre 1990-5 août 1991)
- Abdelbaki Bacha (5 août 1991-10 octobre 1992)
- Amor N'sairi (10 octobre 1992-22 juillet 1996)
- Mabrouk Bahri (22 juillet 1996-3 février 1997)
- Mohamed Soudani (3 février 1997-6 juillet 1998)
- Abderahmen Limam (6 juillet 1998-12 juillet 2006)
- Taïeb Ragoubi (12 juillet 2006-2 février 2011)
- Khemaïes Argoubi (2-19 février 2011)
- Fawzi Jaoui (19 février 2011[4]-27 août 2012)
- Mokhles Jemal (27 août 2012-28 février 2014)
- Abdelmalak Sellami (28 février 2014[5]-4 juillet 2015)
- Fethi Bdira (4 juillet 2015[6]-18 mai 2017)
- Adel Chlioui (18 mai 2017[7]-14 avril 2020)
- Raja Trabelsi (14 avril 2020[8]-29 mars 2022[9])
- Nabil Ferjani (6 juin 2022[10]-8 septembre 2024)
- Sofiane Tanfouri (depuis le 8 septembre 2024[11])

### Maires
Voici la liste des maires des seize municipalités du gouvernorat de Sousse dont les conseils municipaux ont été élus le 6 mai 2018 et présidés par les maires suivants :
- Akouda : Nabil Ben Amor[12]
- Bouficha : Abdallah Mzoughi[13]
- Enfida : Abdellatif Hamouda[14]
- Ezzouhour : Youssef Ben Brahim[13]
- Hammam Sousse : Anis Jegham[15]
- Hergla : Leila Mourad[16]
- Kalâa Kebira : Salem Ouerjini[13]
- Kalâa Seghira : Samiha Bouraoui[13]
- Kondar : Ali Ben Mime[13]
- Ksibet Thrayet : Mohamed Bouassida[13]
- Messaadine : ?
- M'saken : Mohamed Alaya[13],[17]
- Sidi Bou Ali : Brahim Boubaker[13]
- Sidi El Hani : Mohamed Jliti[16]
- Sousse : Mohamed Ikbel Khaled[18]
- Zaouiet Sousse : Youssef Toumi[19]

## Économie

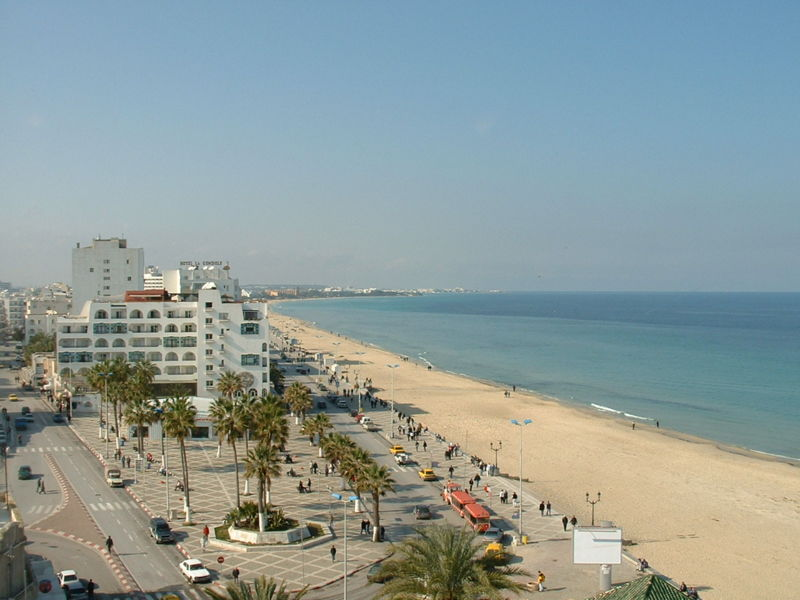
Plage de Sousse, prise depuis l'hôtel Abou Nawas.

Le tissu industriel compte 528 entreprises (employant 44 606 personnes) dont 273 sont totalement exportatrices. Ces entreprises opèrent principalement dans l'industrie du textile et l'habillement (35,6 %), de l'agroalimentaire (15,1 %) et les industries mécaniques et électriques (15,6 %).
La population active du gouvernorat est estimé à 153 000 personnes répartie essentiellement entre l'agriculture et la pêche (7,1 %), les industries manufacturières (31,7 %) les services (32,6 %) et l'administration (13,9 %).
Il existe huit zones industrielles s'étendant sur 226 hectares :
- Sousse-Sidi Abdelhamid I : 49 hectares ;
- Sousse-Sidi Abdelhamid II : 48 hectares ;
- Kalaâ Kebira I : 7 hectares ;
- Kalaâ Kebira II : 15 hectares ;
- Enfida I : 38 hectares ;
- Enfida II : 37 hectares ;
- Bouficha : 18 hectares ;
- Kondar : 14 hectares.

Une nouvelle zone (Sidi El Hani) s'étendant sur 30 hectares est en cours de réalisation.
Côté agricole, la superficie agricole est de 220 000 hectares et est dominée par les oliviers. Les principaux produits agricoles sont (en tonnes par an) :
- Pêche : 4 500 ;
- Viande : 6 045 ;
- Volaille : 6 840 ;
- Lait : 18 500 ;
- Huile d'olive : 60 000 ;
- Arboriculture : 13 720 ;
- Cultures maraîchères : 54 150 ;
- Céréaliculture : 230 000.

Le gouvernorat de Sousse est le deuxième pôle touristique de la Tunisie avec une infrastructure de 115 hôtels d'une capacité d'accueil de 40 000 lits répartie entre les zones de Sousse-Jawhara, Sousse-Médina, Sousse-Nord et Sousse-Sud. Deux nouvelles zones touristiques sont en cours d'aménagement à Hergla et Bouficha. Elles seront dotées d'une capacité d'accueil de plus de 20 000 lits.

## Sport
- Association sportive féminine du Sahel (ASFS) ;
- Astre sportif de Zaouiet Sousse (ASZS) ;
- Croissant sportif d'Akouda (CSA) ;
- Croissant sportif de M'saken (CSM) ;
- Avenir sportif de M'saken (ASM) ;
- Enfida Sports (ES) ;
- Espoir sportif de Hammam Sousse (ESHS) ;
- Espoir sportif de Kondar (ESK) ;
- Étoile sportive du Sahel (ESS) ;
- Hirondelle sportive de Kalâa Kebira (HSKK) ;
- Kalâa Sport (KS) ;
- Stade soussien (SS).

## Jumelage
Le gouvernorat est jumelé aux régions suivantes :
- Province de Liège (Belgique) ;
- Shandong (Chine) ;
- Vénétie (Italie) ;
- Toscane (Italie) ;
- Pouilles (Italie) ;
- Province de Latina (Italie) ;
- Alpes-Maritimes (France) ;

Le gouvernorat a aussi adhéré à la Conférence des régions périphériques maritimes d’Europe en 2000 et à l'Association internationale des régions francophones en 2006.